# Thanatus imbecillus
Thanatus imbecillus är en spindelart som beskrevs av Ludwig Carl Christian Koch 1878. Thanatus imbecillus ingår i släktet Thanatus och familjen snabblöparspindlar. Inga underarter finns listade i Catalogue of Life.